# Great Balls of Fire!
Ne doit pas être confondu avec Great Balls of Fire.
Pour plus de détails, voir Fiche technique et Distribution.
Great Balls of Fire! ou La Légende vivante du rock'n roll au Québec est un film américain réalisé par Jim McBride, sorti en 1989. Il s'agit d'un film biographique sur la vie de Jerry Lee Lewis, de ses débuts chez Sun Records jusqu'au sommet de sa popularité, pour finalement voir sa carrière dépérir lorsqu'il se maria avec Myra Gale Brown, 13 ans, la fille de son cousin.

## Synopsis
Jerry Lee Lewis, chanteur et pianiste ambitieux, forme un groupe avec son cousin bassiste J. W. Brown. Dans les années 1950, il rencontre le producteur Sam Phillips qui lui fait signer un contrat pour sa compagnie Sun Records. Jerry Lee monte vite dans le palmarès avec des chansons comme Crazy Arms, Whole Lotta Shakin' Goin' On et Great Balls of Fire. Mais Lewis est un personnage instable qui boit beaucoup et dont le style de vie est constamment critiqué par un autre cousin, le prêcheur Jimmy Swaggart. Il tombe bientôt amoureux de Myra, la fille de J. W. Brown, qui n'a que 13 ans et il finit par l'épouser en secret. Le pot aux roses est vite découvert lors de sa tournée britannique par un reporter anglais et le scandale fait que cette tournée devient vite un flop. Revenu aux États-Unis, Jerry Lee s'aperçoit qu'il y est beaucoup moins populaire qu'avant. Il sombre alors dans l'alcoolisme.

## Fiche technique
Sauf indication contraire, les informations mentionnées dans cette section peuvent être confirmées par la base de données cinématographiques IMDb,  présente dans la section « Liens externes ».
- Titre original et français : Great Balls of Fire!
- Titre québécois : La Légende vivante du rock'n roll
- Réalisation : Jim McBride
- Scénario : Jack Baran et Jim McBride, d'après le livre autobiographique Great Balls of Fire: The Uncensored Story of Jerry Lee Lewis de Myra Lewis et Murray Silver Jr (Myra Lewis)
- Photographie : Affonso Beato
- Montage : Lisa Day, Pembroke J. Herring et Bert Lovitt
- Décors : David Nichols
- Production : Adam Fields
- Société de production et de distribution : Orion Pictures
- Pays d'origine :  États-Unis
- Langue originale : anglais
- Format : couleur - 1.85:1 - 35 mm
- Genre : comédie dramatique biographique
- Durée : 108 minutes
- Dates de sortie[1] : 
  - États-Unis : 30 juin 1989
  - France : 25 octobre 1989
- Affiche : Bill Gold (États-Unis)

## Distribution
- Dennis Quaid (VF : Edgar Givry) : Jerry Lee Lewis
- Winona Ryder (VF : Stéphanie Murat) : Myra Gale Brown
- John Doe : J. W. Brown
- Stephen Tobolowsky (VF : Jacques Bouanich) : Judd Phillips
- Trey Wilson (VF : Mario Santini) : Sam Phillips
- Alec Baldwin (VF : Daniel Russo) : Jimmy Swaggart
- Lisa Blount : Lois Brown
- Steve Allen : lui-même
- Joshua Sheffield : Rusty Brown
- Mojo Nixon : James Van Eaton
- Jimmie Vaughan : Roland Janes
- David Ferguson : Jack Clement
- Robert Lesser : Alan Freed
- Michael St. Gerard : Elvis Presley
- Valerie Wellington : Big Maybelle
- Lisa Jane Persky : Babe
- Jerry Lee Lewis : piano et chant (crédité sous le nom de The Killer Himself)

## Production

### Genèse et développement
Le scénario du film est basé sur l'autobiographie de Myra Lewis. Les droits cinématographiques du livre, coécrit par Murray J. Silver Jr., ont été vendus pour la somme de 115 000 $. Les auteurs devaient initialement officier comme consultants mais le réalisateur Jim McBride et le producteur Adam Fields préfèrent s'éloigner des véritables protagonistes. Martin Scorsese avait un temps voulu faire un film biographique sur Jerry Lee Lewis, avec Robert De Niro dans le rôle principal. Michael Cimino, un temps envisagé comme réalisateur, voulait engager Mickey Rourke. Sean Penn sera également envisagé.
Mike Medavoy, qui dirige alors Orion Pictures, engage Terrence Malick comme scénariste, son ancien client quand il était agent. Cependant, le travail de Terrence Malick sera refusé car jugé trop sombre et trop centré sur les aspects tragiques de la vie de l'artiste.
Drew Barrymore a été envisagée pour le rôle de Myra Gale Brown.

### Tournage
Le tournage a lieu d'octobre 1988 à mars 1989. Il se déroule au Tennessee (Memphis, Somerville), dans l'Arkansas (Marion et West Memphis) et quelques plans à Londres (The Westbury Hotel, pont de Westminster, Royal Albert Hall). Les scènes du film se déroulant aux studios Sun Records ont été tournées dans les véritables studios de cette compagnie à Memphis[réf. nécessaire].
Dennis Quaid jouait du piano depuis deux ans lorsqu'il a interprété le rôle de Jerry Lee Lewis. Le pianiste et chanteur Jason D. Williams a été engagé pour doubler Quaid dans les jeux de piano les plus compliqués. On ne voit alors que ses mains.

## Bande originale
Pour la bande originale du film, Jerry Lee Lewis réenregistre certains de ses tubes, que Dennis Quaid interprète en synchronisation labiale dans le film. L'album sort le 8 juin 1989 sur le label Polydor. Certaines chansons du films, comme par exemple Lewis Boogie, ne sont cependant pas présentes sur la bande originale.
Un clip de Great Balls of Fire est tourné avec Dennis Quaid et Jerry Lee Lewis jouant du piano ainsi qu'avec des extraits du film. Cette version réenregistrée est par ailleurs présente dans le film Le Bazaar de l'épouvante (1993).
Liste des titres du CD
1. Great Balls of Fire
2. High School Confidential
3. Big Legged Woman - Booker T. Laury
4. I'm on Fire
5. Rocket 88 - Jackie Brenston & The Delta Cats
6. Whole Lotta Shakin' Goin' On
7. Whole Lotta Shakin' Goin' On - Valerie Wellington
8. Breathless
9. Crazy Arms - Jerry Lee Lewis/Dennis Quaid
10. Wild One
11. That Lucky Old Sun
12. Great Balls of Fire (version originale)

## Accueil
Le film reçoit des critiques partagées. Sur l'agrégateur américain Rotten Tomatoes, il récolte 63% d'opinions favorables pour 24 critiques et une note moyenne de 5,8⁄10. Le consensus du site est : « Great Balls of Fire! romance les éléments les plus troublants de l'histoire controversée de la vie de Jerry Lee Lewis, mais la performance experte de Dennis Quaid et une bande-son bourrée de chansons classiques donnent à ce biopic défectueux un peu plus de feu ». Sur Metacritic, il obtient une note moyenne de 49⁄100 pour 20 critiques.
Le célèbre critique américain du Chicago Sun-Times Roger Ebert n'apprécie pas trop le film, principalement en raison du scénario : « C'est une histoire de rock'n'roll simpliste dans laquelle les plaisirs sont nombreux et les ennuis peu nombreux. Lewis, joué par Dennis Quaid comme un niais souriant avec une séquence folle et un style de piano maniaque, grimpe sur la même échelle de carrière que de nombreuses stars des biographies musicales, mais il le fait à une vitesse fulgurante. » Rogert Ebert précise que Dennis Quaid fait cependant un bon travail
Dans The New York Times, Caryn James écrit que le film montre le côté fun du rock 'n' roll : « Le film de Jim McBride est une version condensée et épurée de l'histoire de Jerry Lee Lewis, mais il recrée le plaisir bouleversant et déconcertant du rock-and-roll. Il capture également, peut-être pour la première fois sur un film, quelque chose de l'aura sexuelle du rock-and-roll à sa naissance. » La journaliste ajoute cependant que quiconque cherchant un vrai sens de l'histoire de la musique sera déçu par le film
Jerry Lee Lewis a détesté le film, tout comme il avait détesté le livre Great Balls of Fire: The Uncensored Story of Jerry Lee Lewis écrit par son ex-femme Myra Lewis. Linda Gail Lewis, sœur de l'artiste, trouve que le film ne présente qu'une version irréelle de son frère. Murray J. Silver Jr., coauteur de l'autobiographie de Myra Lewis, a déclaré avoir détesté le film, le qualifiant de « bidon » et trop éloigné de son livre et de la vérité. Le réalisateur Jim McBride se défendra en expliquant qu'il n'a pas voulu faire un film fidèle aux faits : « Ce film ne se présente en aucun cas comme un documentaire historique. Nous utilisons juste le livre comme point de départ. »
Côté box-office, le film récolte 13 741 060 $ sur le sol américain.

## Distinctions
Le film obtient une récompense : aux Young Artist Awards 1990, Winona Ryder obtient le prix de la meilleure jeune actrice. Elle sera également nommée au Chicago Film Critics Association Award de la jeune actrice la plus prometteuse.

## Commentaire
Le film présente une rivalité supposée en Jerry Lee Lewis et Elvis Presley. En réalité, ils étaient plutôt proches.